# Тереза Ребек
Тереза Ребек (народилася 19 лютого 1958 року) — американська драматургиня, телесценаристка і прозаїк. Її роботи з'являлися на бродвейській та позабродвейській сцені, в кіно та на телебаченні. Серед її нагород — Премія Едгара По від Американської асоціації письменників-детективістів та Премія Гільдії сценаристів Америки. У 2012 році вона отримала нагороду кінофестивалю «Афіна» за видатні досягнення як драматург і автор фільмів, книг і телебачення. У 2009 році вона стала лауреатом премії Alex Awards. Її роботи вплинули на американських драматургів, привносячи феміністичні нотки в її старі твори.

## Раннє життя та освіта
Ребек народилася в Кенвуді, штат Огайо, і закінчила Урсулінську академію в Цинциннаті в 1976 році. У 1980 році отримала ступінь бакалавра в Університеті Нотр-Дам, а потім три ступені в Університеті Брандейса: магістра англійської мови в 1983 році, магістра драматургії в 1986 році та доктора філософії в галузі мелодрами вікторіанської епохи, яку вона захистила в 1989 році.

## Кар'єра
Серед останніх нью-йоркських постановок її п'єс — «Маврикій» на Бродвеї в театрі Білтмор у постановці Мангеттенського театрального клубу; «Сцена», «Кромка води», «Вільна в'язка», «Сім'я Манн» і «Шпильки» у театрі Second Stage; «Погані побачення» і «Колекція метеликів» у театрі «Горизонти драматургії»; «Вид на купол» у Нью-Йоркській театральній майстерні. П'єса «Omnium Gatherum» (у співавторстві, фіналістка Пулітцерівської премії з драматургії 2003 року) була показана на фестивалі Humana і мала комерційну постановку в Театрі естрадних мистецтв у 2003 році. Прем'єра її п'єси «Дублер» відбулася на театральному фестивалі у Вільямстауні влітку 2008 року за участю Рега Роджерса, Бредлі Купера та Крістен Джонсон, а з жовтня 2009 року по січень 2010 року вона йшла в Нью-Йорку в театрі Roundabout Theatre за участю Джулі Вайт, Джастіна Кірка та Марка-Пола Ґосселаара. Прем'єра комедії, яка стала хітом поза Бродвеєм та регіональних театрів, відбулася у 2015 році в Artists Repertory Theatre у Портленді. Ребек була залучена як авторка книги для нового мюзиклу «Ever After», заснованого на однойменному фільмі з Дрю Беррімор. Очікувалося, що це шоу розпочнеться у Сан-Франциско у квітні 2009 року, але його прем'єра була відкладена. Її п'єса «Маврикій» йшла в театрі Пасадена в Каліфорнії з 27 березня по 26 квітня 2009 року.
Її п'єса «Семінар» йшла на Бродвеї з жовтня 2011 року, а головну роль у ній зіграв Алан Рікман. У травні 2014 року відбулася прем'єра п'єси «Семінар» у Сан-Франциско в театрі «Сан-Франциско Плейхаус», яка отримала схвальні відгуки. Прем'єра її п'єси «Дурень» відбулася в театрі «Алея» в Х'юстоні, штат Техас, у лютому 2014 року. Тема п'єси «Семінар» — розширення прав і можливостей жінок через сексуальність і боротьба за те, що означає бути жінкою в індустрії, де домінують чоловіки.
Її п'єса «Погана поведінка» вийшла на сцені поза Бродвеєм на Primary Stages у серпні 2014 року. Прем'єра п'єси відбулася на Форумі Марка Тапера у 2011 році.
У статті в The New York Times у вересні 2007 року вона сказала, що її п'єси про «зраду, підступність і погану поведінку». Багато поганої поведінки". Серед інших публікацій Ребек — «Зона вільного вогню», книга гумористичних есеїв про письменництво та шоу-бізнес. Вона писала для журналу «Американський театр», а уривки її п'єс публікувалися в «Гарвардському огляді». Перший роман Ребек «Три дівчини та їхній брат» був опублікований у 2008 році у видавництві Random House/Shaye Areheart Books.
Вона отримала такі нагороди, як премія Едгара По від Американської асоціації письменників-детективістів, премія Гільдії сценаристів Америки  за епізодичну драму, премія Hispanic Images Imagen Award та премія Пібоді за роботу над серіалом Поліція Нью-Йорка. Вона отримала нагороду Національної театральної конференції (за п'єсу «Сім'я Манна»), а у 2003 році за п'єсу «Дзвони» стала лауреатом драматургічної премії Вільяма Інге «Нові голоси». П'єса «Маврикій» спочатку була поставлена в Бостонському театрі Гантінгтона, де отримала премію IRNE 2007 року за найкращу нову п'єсу, а також премію Еліота Нортона. У 2010 році Ребек була удостоєна премії Міжнародного ПЕН-клубу/Міжнародного фонду Лори Пелс за театральну майстерність як американський драматург на піку своєї кар'єри.
На телебаченні Ребек писала сценарії для серіалів «Мрій», «Бруклінський міст», «Закон Лос-Анджелеса», «Американський мрійник», «Максимальний Боб», «Перша хвиля» та «Третя зміна». Вона була сценаристом/продюсером таких серіалів, як «Кентерберійський закон», «Сміт», Закон і порядок: Злочинні наміри" та «Поліція Нью-Йорка». До березня 2012 року вона була одним з виконавчих продюсерів музичного серіалу Успіх на каналі NBC, який вона створила і який також дебютував 6 лютого 2012 року. Серед її сценаріїв художніх фільмів — «Шпигунка Гаррієт», «Плітки» та незалежний художній фільм «Неділя на скелях».

## Академія
Ребек є заслуженою професоркою драматургії та очолює кафедру Ліндалла Фінлі Вортема з перформативних мистецтв у Х'юстонському університеті.
Ребек є членом правління Гільдії драматургів та Центру розвитку п'єс Lark Play у Нью-Йорку, а також викладала в Університеті Брандейса та Колумбійському університеті. У 2014 році було анонсовано, що вона приєднується до професорсько-викладацького складу Школи театру і танцю Х'юстонського університету як почесний запрошений професор драматургії.

## Особисте життя
Ребек одружена, проживає зі своїм чоловіком Джессом Лінном і двома дітьми, Купером і Клео, в Парк-Слоуп, Бруклін. Її робота Три дівчини та їхній брат присвячена Куперу та Клео.

## Роботи
| Інші її роботи як драматурга включають: Повнометражна п'єса - Мені це потрібно (Бродвей, 2023) - Божевільний дім (Вест-Енд, 2022)[17]. - Бернгардт/Гамлет (Бродвей, 2018)[18]. - Проти чого ми боремося (2017) - Обпалені (2016)[19]. - Гніздо (2016)[20]. - Мертві рахунки (2012)[21]. - Семінар (2011) - Погана поведінка (2011) - О, прекрасна (2011), написаний для професійних акторів Університету Делавера[22]. - Дублер (2007)[23]. - Маврикій (2007)[24]. - Наш дім (2009) - Сцена (2006) - Край води (2006) - Дзвони (2005) - Omnium Gatherum (2003) (у співавторстві з Александрою Герстен-Васіларос) - Невдалі побачення (2003) - Ляльковий дім (2000) - Колекція метеликів (2000) - Абстрактне вираження (1998) - Вид на купол (1996) - Неділя на скелях (1994, остаточна версія — 1996) - Родина Маннів (1994) - Вільна в'язка (1992) - Шпильки (1990, остаточна версія — 1992) З однією дією - Марія, Мати Божа, заступися за нас (2006) - «Наслідки» (2005) - «Поза грою» (2005) - «Як ми потрапляємо туди, куди йдемо» (2004) - «Потяг до Брукліна» (2003) - «Врятуй мене» (2003) - «Актриса» (2002) - «Поцінування мистецтва» (2002) - «Похоронна п'єса» (2001) - «Жозефіна» (2001) - «Перший день» (2000) - «Прогулянка» (1999) - «Радий тебе бачити» (1998) - «Контракт» (1997) - «Кеті і Френк» (1996) - «Чи є у цієї жінки ім'я?» (1993) - «Проти чого ми виступаємо» (1992) - «Цукеркове серце» (1992) - «Проблема з випивкою» (1991) - «Велика помилка» (1991) - «Секс з цензором» (1990) - «У барі грають» (1990) | За роботу над серіалом «Поліція Нью-Йорка» Ребек була нагороджена Премією Едгара По Американської асоціації письменників-детективістів та премією Гільдії сценаристів Америки за епізодичну драму. - Кентерберійський закон - Сміт - Закон і порядок: Злочинні наміри - Третя зміна - Максимальний Боб - Тотальна безпека - Американська мрійниця - Закон Лос-Анджелеса - Мрій - Бруклінський міст - Успіх (телесеріал) Її роботи як сценариста (або авторки оповідань) включають: - Жінка-кішка - Плітки (американський фільм 2000 року) - Гаррієт-шпигунка - Спокушаючи Чарлі Баркера - Неділя на скелях - Неприємності (фільм 2017), також режисерка - 355 - Я радий за тебе (2016) - Дванадцять кімнат з видом (2011) - Три дівчини та їхній брат: Роман Терези Ребек" (2009) - Зона вільного вогню: Пригоди драматурга на творчих полях битв кіно, телебачення і театру" (2007) |